# Adobe Photoshop
Photoshop est un logiciel de retouche, de traitement et de dessin assisté par ordinateur, lancé en 1990 puis en 1992 pour les systèmes d'exploitations MacOS et Windows.
Édité par la société Adobe, il est principalement utilisé pour le traitement des photos numériques et sert également à la création  ex nihilo d’images.
Il permet de traiter essentiellement des images matricielles (constituées d’une grille de points appelés pixels), dont l'un des intérêts est qu'elles permettent de reproduire des gradations subtiles de couleurs.

## Histoire
En 1987, Thomas Knoll, un étudiant de  l'université du Michigan, commence l'écriture d'un programme pour afficher des images en niveaux de gris sur écran monochrome. Appelé « Display », ce programme attire l'attention de son frère John Knoll, alors employé chez Industrial Light & Magic. Ce dernier lui recommande d'en faire un éditeur d'images à part entière. Thomas Knoll prend alors six mois de congé pour travailler avec son frère sur le programme, qui devient « ImagePro ». Plus tard dans l'année, T. Knoll renomme le programme « Photoshop » (littéralement « atelier de photo »). Puis il collabore avec le fabricant de scanners Barneyscan pour en distribuer des copies avec un scanner à films, périphérique rare et coûteux à l’époque. Un total d'environ 200 copies est écoulé de cette manière.
Durant la même période, J. Knoll se rend dans la Silicon Valley pour présenter le programme à Apple et à Russell Brown, directeur artistique d'Adobe. Les deux protagonistes sont très enthousiastes et Adobe décide d'acheter la licence pour le distribuer, en septembre 1988. J. Knoll travaille sur les plug-ins en Californie et T. Knoll reste à Ann Arbor pour écrire le code source. Photoshop 1.0 est lancé en 1988 et voit le jour en 1990 sur Macintosh. Son code source, en langage Pascal, est aujourd'hui mis à disposition par le Musée de l'histoire de l'ordinateur.

## Description
Photoshop possède son propre format de fichier (extension psd). Celui-ci permet de conserver distincts les différents calques formant l'image afin de les manipuler séparément. Le programme accepte également d’importer et d’exporter des fichiers d’image dans les formats les plus courants (extensions : gif, jpg, tif, png, etc.).
Il offre dans sa version native :
- un système de tri et d’organisation des fichiers permettant l’application d’une opération sur plusieurs fichiers simultanément ;
- des outils de dessin en mode bitmap : pinceau, crayon, formes géométriques… ;
- un outil de dessin vectoriel de formes géométriques libres (courbes de Bézier) : l'outil Plume ;
- des outils de sélection de zones de travail (ou zones d’intérêt) : lasso, rectangle de sélection, sélection par plage de couleur… ;
- des outils de copie, collage et duplication de zones de travail ;
- des outils de manipulation de calques : par l’empilement de zones graphiques et l’utilisation de transparence et autres effets, on peut fabriquer des photomontages complexes ;
- des outils de manipulation de la palette de couleurs : changement de palette, réglages colorimétriques, de luminosité, de contraste, de saturation… ;
- des filtres pour appliquer divers effets à des zones d’intérêt : textures, ombres, renforcement des contours, estampage, flou, etc.

## Critiques concernant l'exploitation des données œuvres créées, modifiées ou transmises
Le 5 juin 2024, les conditions d'utilisation sont remaniées et explicitent une évolution de février 2024 pour autoriser Adobe à exploiter par des moyens manuels ou automatiques tout texte, information, communication, contenus vidéo et audio, documents et images qui lui sont envoyés ou traités avec ses logiciels. Cette exploitation est autorisée par défaut pour les comptes non professionnels. Elle permet entre autres l'exploitation pour l'apprentissage par une intelligence artificielle.

## Contrefaçon numérique à l'encontre de Photoshop
En 2008, il est l'un des logiciels les plus piratés du web. Cela pose la question des conséquences sur la concurrence avec d'autres éditeurs de logiciels, sur la formation professionnelle (par exemple, l'uniformisation) et l'emploi,.
En janvier 2013, le site web Clubic indique : « À vrai dire, Photoshop est si facile à pirater qu'on pourrait même se laisser penser qu'il l'est volontairement, pour que des particuliers se forment et s'accoutument gratuitement à domicile, avant d'imposer l'acquisition de licences en entreprise ».
En juin 2013, la version Creative Cloud de Photoshop a été piratée quelques jours seulement après sa sortie.

## Développement
| Version        | Plate-forme     | Nom de code        | Date de commercialisation | Principales modifications |
| -------------- | --------------- | ------------------ | ------------------------- | --- |
| 1.0            | Mac OS          |                    | février 1990              | |
| 2.0            | Mac OS          | Fast Eddy          | juin 1991                 | Tracés, couleur (la version précédente était en noir et blanc) |
| 2.0.1          | Mac OS          |                    | janvier 1992              | |
| 2.5            | Mac OS          | Merlin (photoshop) | novembre 1992             | |
| 2.5            | Windows         | Brimstone          | novembre 1992             | |
| 2.5.1          | Mac OS          |                    | 1993                      | |
| 3.0            | Mac OS          | Tiger Mountain     | septembre 1994            | Palettes à onglets, calques |
| 3.0            | Windows, IRIX   |                    | novembre 1994             | Palettes à onglets, calques |
| 4.0            | Mac OS, Windows | Big Electric Cat   | novembre 1996             | Calques de réglage, texte éditable (auparavant, le texte était immédiatement « rastérisé ») |
| 4.0.1          | Mac OS, Windows |                    | août 1997                 | |
| 5.0            | Mac OS, Windows | Strange Cargo      | mai 1998                  | Niveaux d’annulation (palette d’historique), colorimétrie |
| 5.0.1          | Mac OS, Windows |                    | 1999                      | |
| 5.5            | Mac OS, Windows |                    | février 1999              | Extraction, tracés vectoriels, export optimisé vers le Web |
| 6.0            | Mac OS, Windows | Venus in Furs      | septembre 2000            | Filtre Fluidité (liquify) |
| 6.1            | Mac OS, Windows |                    | mars 2001                 | |
| 7.0            | Mac OS, Windows | Liquid Sky         | mars 2001                 | Texte totalement vectoriel, outil correcteur, nouveau moteur de rendu |
| 7.0.1          | Mac OS, Windows |                    | août 2002                 | Camera RAW 1.x (plugin optionnel) |
| CS (8.0)       | Mac OS, Windows | Dark Matter        | octobre 2003              | « CS » pour « Creative Suite ». Camera RAW 2.x, outil densité, Match Colour command, filtre « flou d’objectif », histogramme en temps réel, détection et refus d’imprimer les images scannées issues de différents billets de banque. |
| CS2 (9.0)      | Mac OS, Windows | Space Monkey       | avril 2005                | Camera RAW 3.x, Smart Objects, Image Warp, outil correcteur, réduction d’yeux rouges, filtre de correction d’objectifs, Smart Sharpen, Vanishing Point, support du HDRI |
| CS3 (10.0)     | Mac OS, Windows | Red Pill           | fin mars 2007             | La version étendue ajoute des outils d’animation et de mesures spécialement dédiés au monde scientifique. - Support natif pour les plates-formes Macintosh à base d’Intel - Refonte de l’interface utilisateur - Modifications de Camera RAW - Outil de sélection rapide - Alignement automatique - Optimisation pour les cartes graphiques mobiles - Lancement plus rapide - Importation de vidéos - Fusion des outils d'Image Ready dans Photoshop : Animation et Optimisation des images pour le Web    |
| CS4 (11.0)     | Mac OS, Windows | Stonehenge         | fin octobre 2008          | - Fonctions de peinture et de compositing 3D - Panneau de réglage pour l'image - Panneau de réglage masques - Rotation fluide de l'espace de travail - Mise à l'échelle adaptée au contenu - Le choix des fichiers ouverts s'effectue par des onglets. |
| CS5 (12.0)     | Mac OS, Windows | White Rabbit       | 12 avril 2010             | - Content-Aware Fill : permet de supprimer simplement certains éléments d'une photo. - Amélioration de la sélection des zones floues (cheveux, poils, etc.) - Puppet warp : déformation précise des éléments d'une photo - HDR : Traitement HDR (High Dynamic Range) amélioré - Gestion de fichiers intégrée à Photoshop grâce à Mini Bridge - Adobe Repoussé : Extrusion 3D - Amélioration du traitement des objets 3D et des textures. - Camera RAW 6 : version améliorée du traitement des fichiers RAW |
| CS6 (13.0)     | Mac OS, Windows | Superstition       | 23 avril 2012             | - Rapiéçage basé sur le contenu - Amélioration du moteur graphique (Mercury) - Nouveaux outils et améliorations des anciens - Nouvelle galerie d'effets de flou - Nouvel outil de recadrage - Amélioration des outils vidéo - Enregistrement du travail en tâche de fond (automatique durant le travail, toutes les 10 minutes) - Outil de récupération automatique (couplé à l'enregistrement en tâche de fond) - Camera RAW 7 : version améliorée du traitement des fichiers RAW (développement)         |
| CC (14.0)      | Mac OS, Windows |                    | juin 2013                 | - CC pour Creative Cloud - Filtre netteté optimisée - Suréchantillonnage intelligent - Réduction du tremblement de l'appareil photo - Génération de ressources graphiques en temps réel - Camera Raw 8 au niveau d'un calque - Adobe Generator - Fonctions étendues incluses - Rectangles arrondis modifiables, etc. |
| CC 2014 (15.0) | Mac OS, Windows |                    | juin 2014                 | - Prévisualisation dynamique des polices - Repères commentés plus intelligents - Optimisation d'Adobe Camera Raw 8 - Possibilité d'impression de modèles 3D - Masque de netteté - Optimisation d'Adobe Generator - Meilleure prise en charge du moteur graphique Mercury, etc. |
| CC 2015        | Mac OS, Windows |                    | 2015                      | Notes de version |
| CC 2017        | Mac OS, Windows |                    | 2017                      | Notes de version,. |
| CC 2018 (19.x) | Mac OS, Windows | White Lion         | 18 octobre 2017           | Notes de version. |
| CC 2019 (20.x) | Mac OS, Windows |                    | 15 octobre 2018           | Notes de version. |
| 2020 (21.x)    | Mac OS, Windows |                    | 18 novembre 2019          | Notes de version. |
| 2021 (22.x)    | Mac OS, Windows |                    | Octobre 2020              | |
| 2022 (23.x)    | Mac OS, Windows |                    | Octobre 2021              | |
| 2023 (24.x)    | Mac OS, Windows |                    | Octobre 2022              | |
| 2024 (25.x)    | Mac OS, Windows |                    | Octobre 2023              | |